# Kloster Rüeggisberg

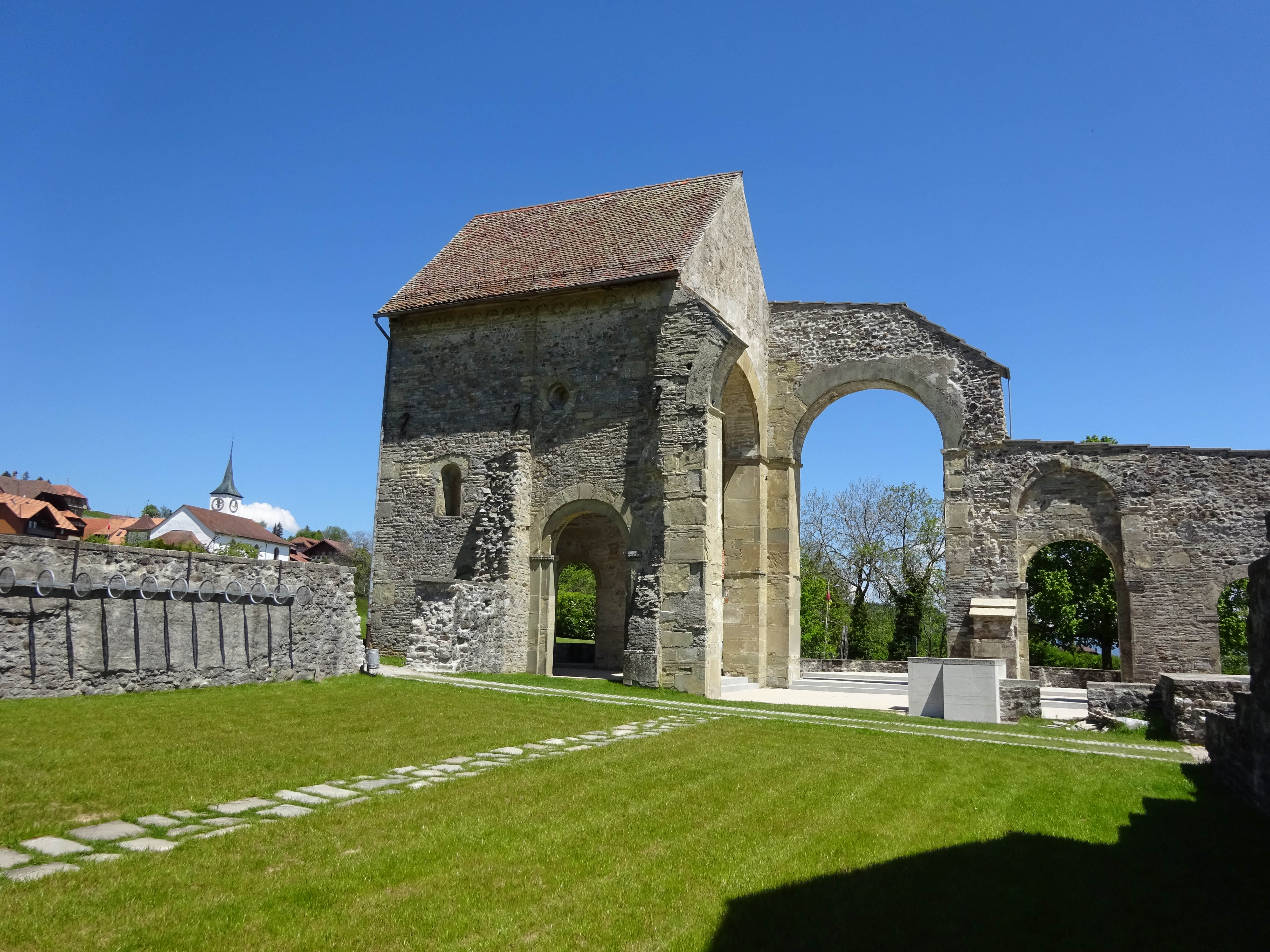
Nordquerhaus

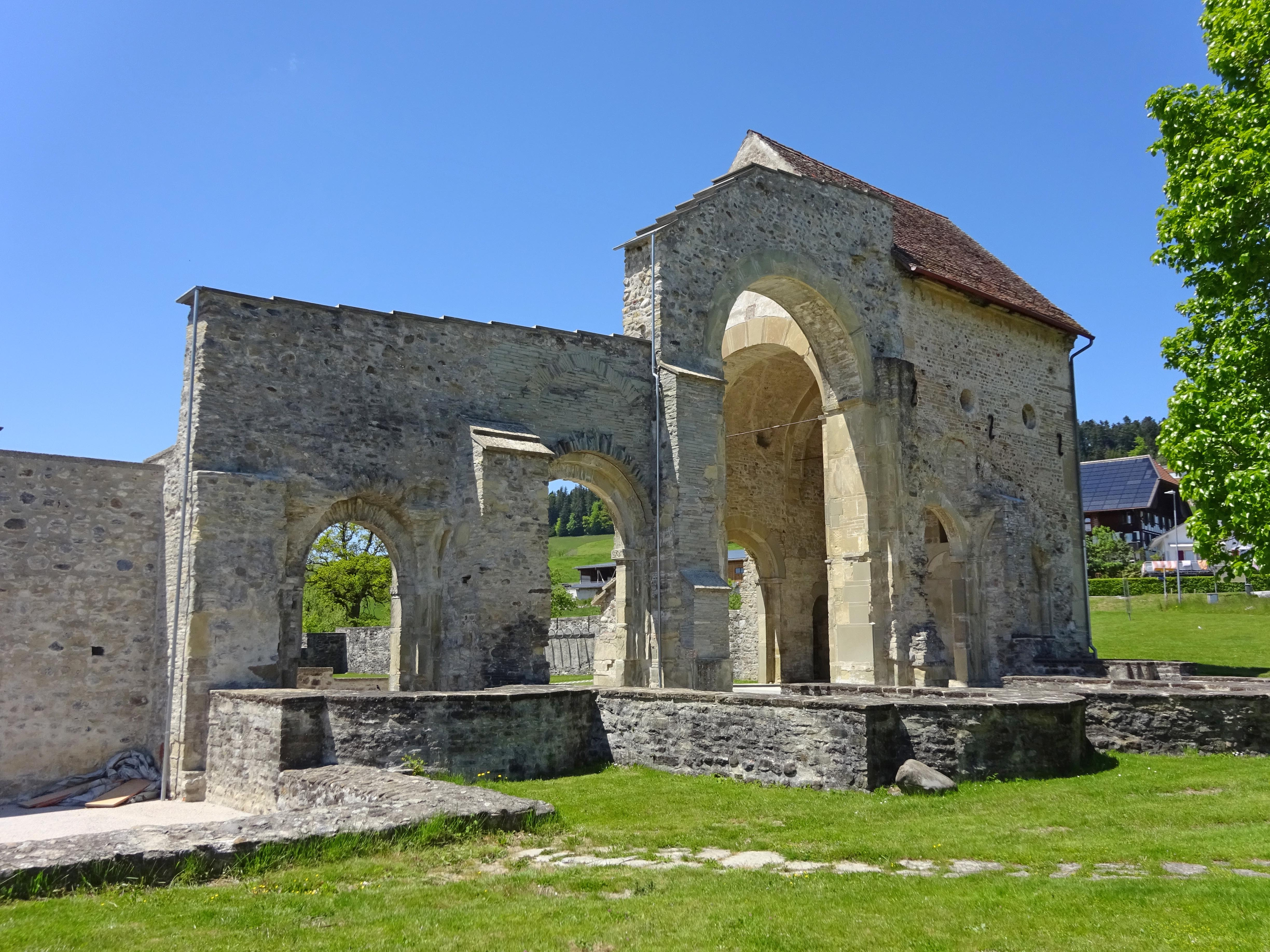
Innenansicht der Ruine

Das Kloster Rüeggisberg ist ein ehemaliges Cluniazenserpriorat in der Gemeinde Rüeggisberg, Kanton Bern, Schweiz.

## Geschichte
Nach einer Stiftung Lütolds von Rümligen (1015–1048) errichteten die Mönche Cono und der heilige Ulrich von Zell um 1072 die ersten Zellen. Vor 1075 stimmte Rudolf von Rheinfelden, Herzog von Schwaben, der Gründung des Klosters zu. Bald nach 1100 begann man mit dem um 1175 abgeschlossenen Bau der romanischen Kirche, von der noch das nördliche Querhaus und Teile der Vierung erhalten sind.
Das Priorat gehörte im Mittelalter zu den bedeutendsten Klosterbauten der Schweiz und war eine wichtige Station auf dem Jakobsweg.
Das Priorat verfügte über Kirchen-, Grund- und Gerichtsherrschaft im Umfang der Gemeinde Rüeggisberg, über Grundbesitz u. a. in Guggisberg und Alterswil (mit Kirchen), Plaffeien und Schwarzenburg, über Streubesitz am Längenberg und zwischen Aare- und Emmental sowie über Reben am Bielersee. Der von der Abtei Cluny abhängige Konvent ohne Siegel bestand aus Prior und zwei bis vier Mönchen aus Cluny. Ihm unterstanden die 1148 erweiterten Priorate Röthenbach im Emmental und Alterswil. Der Eigenhof mit Alpen wurde u. a. mit Frondiensten bewirtschaftet. Die Klostervögte aus den Familien Rümligen (bis um 1225), Bennenwil, Krauchthal und Erlach verwalteten die Blutgerichtsbarkeit, Klosteramtleute das Niedergericht.
Im Spätmittelalter verfiel es und wurde 1484 dem neu errichteten Chorherrenstift des Berner Münsters einverleibt. Nachdem 1528 die Reformation eingeführt worden war, schloss Bern die Klosterkirche 1541 endgültig. Anschliessend wurden das leerstehende Klostergebäude als Steinbruch für Neubauten abgetragen und der Restbestand als Scheune benutzt. Im Südflügel befand sich seit der Reformation die Wohnung des Ortspfarrers. Im noch bestehenden Nordquerhaus wurde das von den Bauern eingezogene Getreide (Zehnten) aufbewahrt.
Von 1938 bis 1947 wurden bei einer archäologischen Grabung die alten Fundamente wieder freigelegt. Seither besteht ein Museum neben dem Pfarrhaus. Von 1988 bis 1991 führten der Archäologischen Dienst und das Hochbauamt des Kantons Bern Planaufnahmen, archäologische Bauanalysen und eine Konservierung durch. Eine umfassende Sanierung zur Substanzbewahrung der historischen Mauern wurde 2022 abgeschlossen: Ergänzungen der 1940er und 1970er Jahre wurden saniert und ablesbar dargestellt, das Museum neu gestaltet.